# Felsőrajk
Felsőrajk è un comune dell'Ungheria di 803 abitanti (dati 2001). È situato nella contea di Zala.